# 包汴
包汴（1519年—1577年），字元京，號兩江，浙江嘉興府嘉興縣人，民籍，明朝政治人物。

## 生平
嘉靖三十四年（1555年）乙卯科順天鄉試第六名舉人，三十八年（1559年）中式己未科會試第一百六十六名，二甲第二十名進士。工部觀政，授南京刑部主事，升員外郎、郎中，出為湖廣按察司僉事，隆慶元年（1567年）八月升福建布政使司右參議，四年（1570年）調四川布政使司右參議，六年（1572年）二月被巡撫四川右副都御史劉斯潔論劾，致仕歸里，萬曆五年（1577年）卒。

## 家族
曾祖包俊，封南京禮部郎中；祖父包鼎，池州府知府；伯父包志；父包憑。母袁氏。永感下。包志子包節、包孝。
子包檉芳（嘉靖三十五年進士）、包桂芳、包槐芳、包橓芳。曾孫包鴻逵（萬曆三十八年進士）。